# طاوي رمان (الرقة)
طاوي رمان قرية سورية تتبع ناحية مركز الرقة في منطقة مركز الرقة في محافظة الرقة. بلغ عدد سكانها 1348 نسمة في عام 2004 حسب إحصاء المكتب المركزي للإحصاء.